# Friedrich Grützmacher

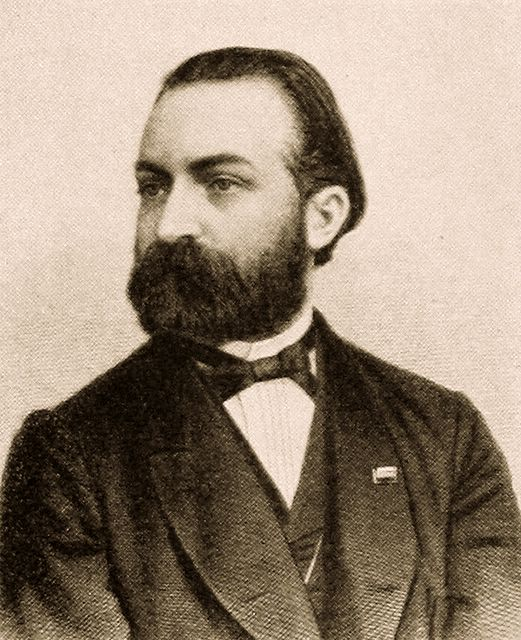
Friedrich Grützmacher

Friedrich Wilhelm Ludwig Grützmacher (* 1. März 1832 in Dessau; † 23. Februar 1903 in Dresden) war ein deutscher Cellist und Komponist.

## Leben
Der ältere Bruder von Leopold Grützmacher war ein Schüler von Johann Friedrich Schneider und Karl Drechsler. Erst 16-jährig, kam er 1848 nach Leipzig, um sich dort in den Gewandhaus- und Euterpe-Konzerten mit der Orchesterpraxis vertraut zu machen.
Im folgenden Jahr debütierte er mit Variationen von Franchomme erfolgreich als Solist.
Der ebenfalls aus Dessau stammende Schüler Kummers, Bernhard Cossmann (1822–1910), war als erster Cellist im Gewandhausorchester und am Leipziger Konservatorium verpflichtet. Aber schon nach zwei Jahren holte ihn Franz Liszt nach Weimar. An die freigewordene, verantwortungsvolle Stelle holte man 1849 den jungen Grützmacher als Ersten Cellisten am Gewandhausorchester Leipzig und Cellolehrer am Leipziger Konservatorium.
Als der Dirigent und Komponist Julius Rietz (1812–1877), der selber Cellist und Schüler Bernhard Rombergs war, die Leitung der Königlichen Kapelle in Dresden übernahm, bestimmte er 1860  Grützmacher als Nachfolger von Friedrich Kummer.
Nun folgte beinahe ein halbes Jahrhundert künstlerischen Wirkens in "Elbflorenz", wodurch Grützmacher in gleicher Eigenschaft wie einst Friedrich Dotzauer die Tradition des deutschen Cellospiels festlegte.
Als Vorstand des Dresdener Tonkünstlervereins wusste er Verständnis und Geschmack der musikfreundlichen Kreise in der sächsischen Residenz zu heben. Abgesehen von anderen hohen Auszeichnungen ernannte ihn König Albert zum königlichen Kammermusiker, Konzertmeister und Professor.
Seine bekanntesten Schüler waren u. a. sein jüngerer Bruder Leopold, Moritz Kahnt (Basel), Bruno Wilfert (New York), Wilhelm Fitzenhagen (Moskau), Hugo Becker, Gustav Gamper und Diran Alexanian.
Seine schlechthin vollendete Technik sowie musikalische Feinfühligkeit im Auffassen und Gestalten eines Werkes machten ihn zu einem weltberühmten Virtuosen. Ausgedehnte Konzertreisen führten Grützmacher durch Holland, England, Italien, Dänemark, Schweden, Russland und Deutschland.
Friedrich Grützmacher schrieb eine Hohe Schule des Violoncellspiels und komponierte neben zahlreichen Cellostücken ein Cellokonzert, Ouvertüren und Fantasien für Orchester, kammermusikalische Werke, Klavierstücke und Lieder. Heute ist Grützmacher vor allem dadurch bekannt, dass er das Cellokonzert Nr. 9 B-Dur G 482 von Luigi Boccherini einer massiven Umarbeitung unterzog, indem er die Solostimme brillanter gestaltete, Teile von anderen Werken Boccherinis in das Konzert einfügte und so den Notentext erheblich veränderte. Diese Version ist bis heute sehr populär geblieben und wird häufig gespielt.
Bis heute wird er in Italien hoch verehrt; sein 2. Band der 24 Etüden op. 38 ist Pflichtprogramm eines jeden Cellisten am Konservatorium und auch Pflichtteil von Probespielen für Solocellisten.
Grützmacher starb 1903 in Dresden und wurde auf dem Trinitatisfriedhof beigesetzt.

## Werke
- op. 4  Cinq morceaux pour Violoncelle et Piano
- op. 6  Trio pour Pianoforte, Violon et Violoncelle
- op. 7  Fantaisie hongroise pour Violoncelle avec Piano ou Orchestre
- op. 9 10 morceaux en style national
- op. 10 Konzert für Violoncello mit Orchester Nr. 1
- op. 13 Erinnerung an Leipzig (Duo)
- op. 19 3 Romanzen (ca. 1851)

Nr. 1 für Violine und Orchester (oder Quartett, oder Pianoforte)
Nr. 2 für Viola und Orchester (oder Quartett, oder Pianoforte)
Nr. 3 für Violoncell und Orchester (oder Quartett, oder Pianoforte)
- op. 22 3 Duos für 2 Violoncelli a-Moll, D-Dur, C-Dur
- op. 31 Variationen über ein Original-Thema. Concert-Stück für das Violoncell mit Begleitung des Orchesters, oder des Pianoforte
- op. 33 Große Concert-Fantasie über Themen aus der romantischen Oper "Santa Chiara"
- op. 38 Technologie des Violoncellospiels: 24 Etüden für Violoncello
- op. 42 Konzert für Violoncello mit Orchester Nr. 2
- op. 46 Konzert für Violoncello mit Orchester Nr. 3, e-Moll
- op. 54 Concert-Ouvertüre D-Dur für großes Orchester
- op. 60 Transcriptionen classischer Musikstücke für Violoncell & Pianoforte
- op. 60 No. 4 Walzer (Franz Schubert)
- op. 60 No. 5 Romanesca: Melodie aus dem 16. Jahrhundert (Anonymus)
- op. 65 Weihegesang für vier Violoncelle
- op. 67 Tägliche Studien für Violoncello
- op. 72 12 Etüden für Violoncello (Violoncello 2 ad libitum)